# Bernardine Evaristo
Bernardine Evaristo (ur. 1959 w Londynie) – brytyjska pisarka. Jej bestsellerowa powieść Dziewczyna, kobieta, inna zdobyła (równolegle z nagrodzoną Margaret Atwood) nagrodę The Man Booker Prize for Fiction w 2019 r.

## Biogram
Urodziła się w Londynie, w rodzinie Angielki i Nigeryjczyka. Była czwartą z ośmiorga rodzeństwa. Wychowała się w Woolwich w południowym Londynie. Początkowo kształciła się jako aktorka i pracowała w teatrze.  
Jest autorką dwóch uznanych przez krytykę powieści napisanych wierszem: Lara (1997), która opisuje korzenie mieszanej rodziny angielsko-nigeryjsko-brazylijsko-irlandzkiej w okresie 150 lat, na obszarze trzech kontynentów i na przestrzeni siedmiu pokoleń; oraz The Emperor's Babe (2001), tragikomiczną historię Zuleiki, dziewczynki sudańskich rodziców, która dorasta w Londynie pod panowaniem Rzymian w II w. n.e. i ma romans z rzymskim cesarzem Septymiuszem Sewerem. Kolejna powieść Evaristo, napisana mieszanym prozatorsko-wierszowanym stylem, Soul Tourists (2005), opowiada o podróży samochodem po Europie niedopasowanej pary: Stanleya i Jessie, którzy spotykają duchy: Aleksandra Puszkina, Alessandro de Medici i Mary Seacole. 
Była profesorką wizytującą m.in.na: Columbia University w Nowym Jorku, University of the Western Cape w Kapsztadzie oraz na University of East London. Była także pisarką-rezydentką w Museum of London w 1999 r.
W 2021 została prezeską Królewskiego Towarzystwa Literackiego (Royal Society of Literature).

## Twórczość
- Island of Abraham (Peepal Tree Press, 1994; ISBN 978-0948833601)
- Lara (Angela Royal Publishing, 1997; ISBN 978-1-899860-45-6; Bloodaxe Books, 2009; ISBN 978-1852248314)
- The Emperor's Babe (Hamish Hamilton/Penguin, 2001; Penguin USA, 2002, ISBN 978-0140297812)
- Soul Tourists (Hamish Hamilton/Penguin, 2005; ISBN 978-0140297829)
- Blonde Roots (Hamish Hamilton/Penguin, 2008; Riverhead/Penguin, USA, 2009, ISBN 978-0141031521)
- Hello Mum, (Penguin UK, 2010; ISBN 978-0141044385)
- Mr Loverman (Mr Loverman, Penguin UK, 2013; Akashic Books, 2014, ISBN 978-1617752896; wyd. pol. Wydawnictwo Poznańskie, 2023, przeł. Aga Zano ISBN 978-83-67815-76-5)
- Dziewczyna, kobieta, inna, (Girl, Woman, Other, 2019; wyd. pol. Wydawnictwo Poznańskie, 2021, przeł. Aga Zano ISBN 978-83-66736-25-2)
- Manifest (Manifesto: On Never Giving Up, Hamish Hamilton/Penguin, 2022, ISBN 978-0-241-53499-1; wyd. pol. Wydawnictwo Poznańskie, 2022, przeł. Kaja Gucio ISBN 978-83-67324-89-2)